# Naked (film)
Naked is een Britse dramafilm uit 1993 onder regie van Mike Leigh.

## Verhaal
Johnny is een twintiger die bewust kiest voor een leven in de marginaliteit. Een intelligente man met een donkere zijde die weigert deel te nemen aan een leven dat past binnen een maatschappij waarin hijzelf niet gelooft. De film volgt zijn avontuurlijke leven, vol van bizarre situaties, filosofische inzichten, menselijke problemen en emoties. Het karakter van de film is grauw, ruw en kil maar vooral sarcastisch. De humor is nooit ver weg.

## Rolverdeling
| Acteur               | Personage             |
| -------------------- | --------------------- |
| David Thewlis        | Johnny                |
| Lesley Sharp         | Louise                |
| Katrin Cartlidge     | Sophie                |
| Greg Cruttwell       | Jeremy                |
| Claire Skinner       | Sandra                |
| Peter Wight          | Brian                 |
| Ewen Bremner         | Archie                |
| Susan Vidler         | Maggie                |
| Deborah MacLaren     | Vrouw achter het raam |
| Gina McKee           | Meisje in het café    |
| Carolina Giammetta   | Masseuse              |
| Elizabeth Berrington | Giselle               |
| Darren Tunstall      | Man op het affiche    |
| Robert Putt          | Chauffeur             |
| Lynda Rooke          | Slachtoffer           |